# Heinkel HE 18
Хейнкель HE 18 (нем. Heinkel HE  18) — немецкий спортивный самолёт.

## Описание
В 1925 году фирма Heinkel выпустила лёгкий спортивный самолет, разработанный на базе трёхместного HE 3. Новый самолёт, получивший обозначение HE 18, представлял собой двухместный низкоплан смешанной конструкции, оснащенный семицилиндровым двигателем воздушного охлаждения Siemens мощностью 75 л. с.
Было выпущено несколько экземпляров HE 18, в том числе и в варианте гидросамолета.

## Лётно-технические характеристики
| Модификация                 | HE 18        |
| Размах крыла, м             | 11,10        |
| Длина самолета, м           | 7,20         |
| Высота самолета, м          |              |
| Площадь крыла, м2           | 17,47        |
| Масса, кг                   |              |
| пустого самолета            | 380          |
| максимальная взлетная       | 600          |
| Тип двигателя               | 1 ПД Siemens |
| Мощность, л. с.             | 1 х 75       |
| Максимальная скорость, км/ч | 150          |
| Крейсерская скорость, км/ч  | 140          |
| Практическая дальность, км  |              |
| Скороподъемность, м/мин     | 168          |
| Практический потолок, м     |              |
| Экипаж, чел                 | 2            |